# Giovanni Antonio Speranza
Giovanni Antonio Speranza (Mantua, 1811 - Milán, 1850) fue un compositor italiano, conocido principalmente por sus óperas.

## Óperas
- Il postiglione di Longjumeau
- Saul
- Egli è di moda
- La figlia di Domenico, ossia, Quattro prove per una recita
- I due Figaro, ossia, Il soggetto di una commedia.[2]
- Yava
- La tragedia buffa (1833)
- Gianni di Parigi (1836) ópera bufa en 2 actos según libreto de Felice Romani utilizado previamente por Francesco Morlacchi en 1818.[3][4]